# Aishalton
Aishalton („Aishara toon“) ist ein amerindianisches Dorf in der Rupununi-Savanne im südlichen Guyana, in der Region Upper Takutu-Upper Essequibo-Region (Region 9).
Es ist das Verwaltungszentrum für den südlichen Sub-District der Region 9. Im Jahr 2012 verzeichnete eine offizielle Volkszählung eine Bevölkerungszahl von 1.069 Menschen in Aishalton, womit es das drittgrößte Dorf in Region 9 (nach St. Ignatius und Lethem) und das bevölkerungsreichste Dorf im südlichen Unterbezirk ist.

## Geschichte

### Archäologie und die Aishalton-Petroglyphen
Der Berg Makatau, der etwa 3 km außerhalb des Dorfes Aishalton liegt, ist eine der bekanntesten archäologischen Stätten Guyanas. Er ist besonders für die zahlreichen Petroglyphen (lokal „Timehri“ genannt) bekannt, die auf dem Makatau und auf Felsformationen in der Umgebung gefunden wurden. In den 1970ern  Jahren führte der guyanische Anthropologe Denis Williams eine detaillierte archäologische Untersuchung des Gebiets durch. Seine Forschungen förderten 686 Petroglyphen (bekannt als die „Aishalton-Petroglyphen“) zutage, die hauptsächlich Darstellungen von Menschen, Tieren und Pflanzen sowie geometrische Anordnungen sind. Williams schätzte das Datum der Petroglyphen auf 3000–5000 v. u. Z. und beschrieb sie als zu einem bestimmten „Typ“ von Petroglyphen gehörend – später als „Aishalton-Typ“ bezeichnet –, der sich durch einen deutlich figurativen Stil auszeichnet. Williams entdeckte außerdem 84 Steinwerkzeuge, die beim Anfertigen der Petroglyphen verwendet worden waren. Es handelte sich um die ersten Werkzeuge dieser Art, die in Guyana gefunden wurden.

## Geographie
Aishalton liegt in der Rupununi Savanne am Rande des Tamboro Mountain im Süden Guyanas auf einer Höhe von 187 m. Die nächstgelegenen Orte sind Karaudarnau im Westen und Awarewaunau im Osten. Lethem, der regionale Hauptort der Region Upper Takutu-Upper Essequibo, liegt ca. 180 km nordwestlich von Aishalton; die Dadanawa Ranch liegt etwa auf halber Strecke zwischen diesen beiden Zentren.

### Verkehr
Die Hauptverkehrsroute zwischen Aishalton und der Küste von Guyana ist die unbefestigte Linden-Lethem Road. Bis 2008 war die Rupununi River Bridge bei Katoonarib ein wichtiges Verbindungsstück zwischen Aishalton and Lethem. 2008 stürzte die Brücke jedoch ein. Die Errichtung hatte bereits 16 Mio. Guyana-Dollar verschlungen. In den 1990s wurde ein Flugfeld, Aishalton Airport,AHL errichtet.

## Dienstleistungen
Aishalton hat ein Rural Library Centre, welches 1976 im Zuge des Ausbaus der National Library of Guyana eingerichtet wurde.
Das Aishalton District Hospital wurde 1982 gegründet und ist das einzige Krankenhaus in der südlichen Sub-Section der Region 9. Sein Einzugsbereich umfasst sieben Dörfer und ca. 20 bis 40 Patienten werden täglich ambulant versorgt, während ca. 20 Patienten jeden Monat stationär aufgenommen werden.
Es gibt auch eine Grundschule und eine weiterführende Schule. Die Aishalton Secondary School wurde 1999 gegründet und dient den sechs Dörfern der Sub-Section. 2009 gab es berichte, wonach die Sekundarstufe überfüllt war.
Internet-Service wurde in den 1990ern eingeführt. Daneben dient vor allem das Radio zur Vermittlung von Nachrichten. Es gibt kein Telefonnetz.

## Bevölkerung und Kultur
Die Bevölkerung in Aishalton gehört hauptsächlich der Ethnie der Wapishana an. Die letzten verbleibenden Muttersprachler der Sprache Taruma leben ebenfalls in der Umgebung.
Hauptreligion ist das Christentum, wobei die Mehrheit der Einwohner sich als Katholiken identifiziert, und kleinere Gruppen als Pfingstler, Siebenten-Tags-Adventisten und Anglikaner. Marginale Gruppen von Hindus und Muslimen sind auch anzutreffen. Die Lebensgrundlage der Einwohner besteht auf Landwirtschaft, Fischen und Waldwirtschaft.
Jedes Jahr seit 1995 werden in Aishalton die August Games, ein Sportfestival für die sechs Orte der South Sub-Section of Region 9 veranstaltet. Es werden Fußball, Softball Cricket und Volleyball-Wettbewerbe ausgerichtet. Am letzten Tag des Festivals werden typische Wettbewerbe für die Kultur der Wapishana durchgeführt, unter anderem Cassava-Grating (Cassava-Reiben) und Ant-Stinging (Ameisenstiche Aushalten).
Die örtliche Küche ist geprägt durch die traditionelle Wapishana-Kultur. Cassava ist das Grundnahrungsmittel und wird zu Cassava-Brot, einer Marinade („cassareep“), farine (vergleichbar mit Couscous) und zu einem alkoholischen Getränk „parakari“ verarbeitet. parakari wird durch einen komplizierten Prozess hergestellt mit dreißig verschiedenen Herstellungsschritten und mit Hilfe einer komplizierten Fermentationstechnologie. Dazu wird unter anderem ein amylolytischer Schimmel (Rhizopus) verwendet und es ist das einzige bekannte fermentierte Getränk, welches von Indigenen mit Hilfe eines Amylolytischen Prozesses hergestellt wird.